# 傅喜
傅喜（？—10年），字稚游，河內郡温县人，西汉政治人物，其為汉哀帝祖母傅太后的堂弟。
傅喜初任太子中庶子，漢哀帝登基後，調遷衞尉、右將軍等職，後因多次規勸傅太后干政，而以光祿大夫的身分歸家養病。建平元年，在大司空何武、尚書令唐林的力薦下，再次被啟用，出任大司馬，受封高武侯，然不久之後，傅喜又因反對傅太后上尊号，遭免官遣回封地。漢平帝繼位後傅喜一度返回長安，加位特進，奉朝請，此後再度返回封國直至去世，諡號「貞」。

## 生平

### 入朝為官
傅喜年輕時喜好學問，有志向與操守。汉哀帝被立為太子後，汉成帝挑選傅喜擔任太子中庶子。漢哀帝剛剛登上帝位，便任命傅喜為衞尉，升遷右將軍。

### 眾望所歸
當時擔任大司马的王莽請求告老辭職，為的是避讓漢哀帝的母族、妻族這些外家親戚。由於漢哀帝聽憑王莽退職，因此眾臣庶民們皆把厚望寄託在傅喜身上。傅喜的堂弟孔鄉侯傅晏跟漢哀帝的親屬關係與傅喜相等，且女兒是漢哀帝的皇后。另外漢哀帝的舅舅陽安侯丁明，也因是和皇帝關係密切的外戚親屬而受封。
傅喜秉持謙遜的態度，經常託病請假。在傅太后開始干預政事後，傅喜多次勸諫她，由於這個原因，傅太后因此不想讓傅喜繼續輔佐朝政。漢哀帝於是任命左將軍师丹替代王莽為大司馬，賜給傅喜黃金一百斤，要他交回將軍印信，以光祿大夫的身分在家養病。
大司空何武、尚书令唐林都上奏章說：「傅喜品行高尚純潔，盡忠竭誠，憂心國事，是輔佐皇帝的良臣，現在其臥病在床，一旦讓他免官回家，將會使廣大庶民失望，他們一定會議論說傅氏家族裡的賢良人物，由於不附合定陶太后的緣故而被貶退，百官沒有不替國家失去人才感到遺憾的。忠臣，是國家的屏障，鲁国因有季友而國內太平，楚国因有子玉而受到鄰國的尊重，魏國因有無忌而挫敗強敵，项羽因為失去范增而敗亡。所以楚國雖然擁有南方的疆土，披甲的將士有上百萬，相鄰的國家卻不認為會有危難，而子玉受命為將軍，晋文公即坐臥不安，等到子玉死去，晋国的君臣相互慶賀。所以說百萬之眾也比不上一位賢人，因此秦国花費千金用以離間廉颇，漢高祖不惜萬金來使項羽疏遠范增。能有傅喜立在朝堂，是陛下您的榮耀，也是傅氏一族興廢的關鍵。」由於漢哀帝亦頗為看重傅喜，遂在建平元年的正月，將師丹調任為大司空，任命傅喜當大司馬，封高武侯。

### 罷官歸國
丁氏、傅氏家族驕橫奢侈，他們都忌恨傅喜謙恭儉約的作風。加上傅太后想要求取尊号，與漢成帝的母親王政君同等尊貴，傅喜與丞相孔光、大司空師丹共同堅持公正的議論不肯答應。傅太后大怒，漢哀帝無可奈何，先免去師丹的職位，希望能藉此感化打動傅喜，然而傅喜始終不願順從。過了幾個月以後，漢哀帝便發下策書罷免傅喜說：「你輔佐朝政，出入宮廷已經有三年了，卻沒有明確地匡正過朕的不足，順遂了朝中大臣的奸邪之心，過錯都在您的身上。交上大司馬的印信，歸返家中。」傅太后又自己下詔給丞相、御史說：「高武侯傅喜沒有功勞而受封為侯，內心懷有不忠的想法，附和下級，欺矇皇上，與前任大司空師丹同心背叛，放棄教命，毀滅宗族，虧損德行教化，罪惡雖然是在赦免之前，但不適宜參加朝請，可遣送他回到封國去。」傅太后後來又想剝奪傅喜的爵位，漢哀帝沒有答應。

### 善終天年
傅喜待在封邑三年多後，漢哀帝駕崩，汉平帝繼位，國家朝政由王莽把持，王莽免去了傅氏家族成員的官爵，將他們遣送回原籍，傅晏帶著妻子被流放至合浦郡。王莽禀告太皇太后王政君下詔說：「高武侯傅喜的品行端正誠實，議論朝政忠誠正直，雖然同原來的傅太后有親屬關係，但始終沒有順其意旨屈從邪惡，耿介守節，因此而被貶斥驅逐回到封地。《论语》不是說嗎？『天氣寒冷才知道松柏是最後落葉凋零的。』可讓傅喜回到長安，把原屬高安侯董贤的府第賜給傅喜，居特進之位，參與朝請。」傅喜雖然表面上蒙受褒獎和賞賜，實則卻感到孤立憂傷和恐懼，後來再次被遣歸封國，因年老而去世。王莽賜予他「貞」的谥号，爵位由其子繼承，直到王莽敗亡後才斷絕。

## 評價
- 班固：傅喜守節不傾，亦蒙後凋之賞。哀、平際會，禍福速哉[1]。
- 黃震：王商剛毅不平王凤，史丹忠懇卒全太子，傅喜謙虛有識不順傅太后，皆戚畹之瑞也，商遭難而納女，丹功成而燕樂，惟喜也守正不阿至再益堅，不肯一日茍安其富貴，嗚呼，喜其尤賢者乎[3]。

## 延伸閱讀
[在维基数据编辑]
 《漢書·卷082》，出自班固《漢書》